# لوچیانو لجیو
لوچیانو لِجیو (متولد ۶ ژانویه ۱۹۲۵ - درگذشت ۱۵ نوامبر ۱۹۹۳) جنایتکار ایتالیایی و از چهره‌های برجسته مافیای سیسیل بود. او رهبر کورلئونزی‌ها بود، جناح مافیایی که در شهر کورلئون شکل گرفت. او با نام خانوادگی "لیجیو" شناخته می‌شود که نتیجه اشتباه تایپی در اسناد دادگاهی دهه ۱۹۶۰ بود.
او نه‌تنها کورلئونزی‌ها را به مسیر سلطه بر مافیای سیسیل هدایت کرد، بلکه به‌دلیل فرار از محکومیت برای جنایات متعدد از جمله قتل نیز شهرت یافت، تا اینکه نهایتاً در سال ۱۹۷۴ به حبس ابد محکوم شد.